# Bariones de la Vega

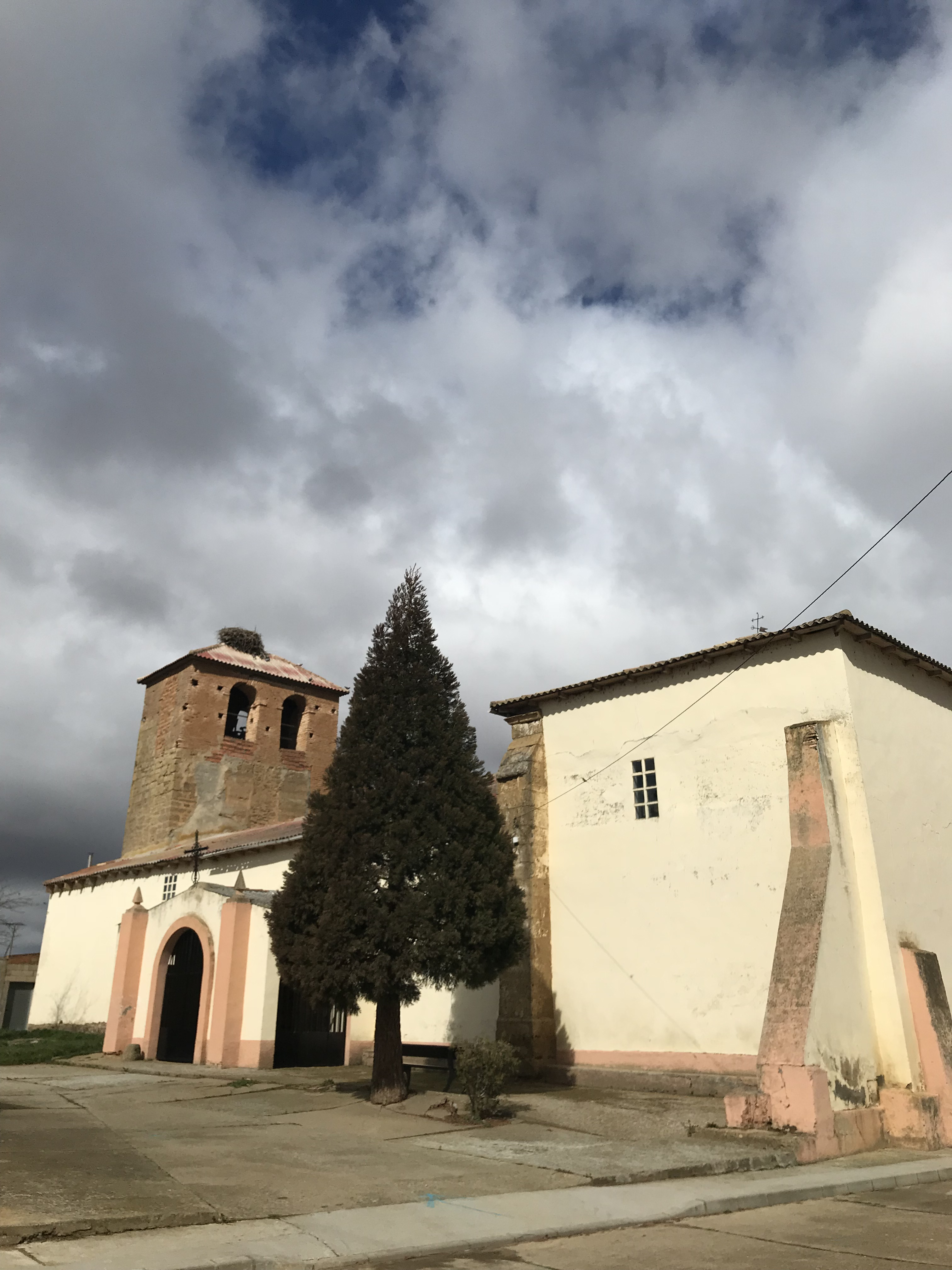
Iglesia de Bariones de La Vega

Bariones de la Vega es una pedanía perteneciente al municipio de Cimanes de la Vega, situado en la Vega de Toral, con una población de 103 habitantes (INE 2023). Está situada en la N-630. Su hijo más ilustre es el actor leonés Saturnino García.